# Mäßli
Das Mäßli war ein Schweizer Volumenmaß mit recht einheitlichen Größen in den verschiedenen Kantonen. In einigen Regionen wurde zwischen Getreide allgemein und Hafer, oder glatten und rauen Früchte unterschieden. Ähnliche Bezeichnungen wie Mäß/Mäs (Getreidemaß im Kanton Bern und Freiburg) oder Mäßel, Mäßl, Mäßchen (Bayern) sind eigenständige Volumenmaße.

## Kanton Aargau
- 1 Mäßli = 71 Pariser Kubikzoll = 1 2/5 Liter
- 4 Mäßli = 1 Viertel
- 16 Mäßli = 1 Vierling
- Laufenburg 1 Mäßli = 69 ¾ Pariser Kubikzoll = 1 13/33 Liter
- Rheinfelden 1 Mäßli = 77 3/5 Pariser Kubikzoll = 1 9/16 Liter
- Zofingen 1 Mäßli = 82 Pariser Kubikzoll = 1 ⅝ Liter
- Bremgarten
  - Getreide ohne Hafer 1 Mäßli = 70 ½ Pariser Kubikzoll = 1 13/33 Liter
  - Hafer 1 Mäßli = 74 ¼ Pariser Kubikzoll = 1 16/33 Liter
- Lenzburg
  - Getreide ohne Hafer 1 Mäßli = 71 ⅜ Pariser Kubikzoll = 1 13/33 Liter
  - Hafer 1 Mäßli = 76 21/25 Pariser Kubikzoll = 1 21/40 Liter
- Muri
  - Getreide ohne Hafer 1 Mäßli = 71 1/32 Pariser Kubikzoll
  - Hafer 1 Mäßli = 71 1/66 Pariser Kubikzoll

## Kanton Bern
- 1 Mäßli = Immi = 4 Achterli = 8 Sechzehnerli = 353 ½ Pariser Kubikzoll = 7 Liter
- 2 Mäßli = 1 Mäß
- 24 Mäßli = 1 Mütt

## Kanton Glarus–Schwyz–Uri–Zürich
- 4 Mäßli = 1 Vierling
- 16 Mäßli = 1 Viertel
- 64 Mäßli = 1 Mütt
- 256 Mäßli = 1 Malter
- Getreide/Glatte Früchte
  - Zürich 1 Mäßli = 64 11/16 Pariser Kubikzoll = 1 7/25 Liter
  - Eglisau 1 Mäßli = 72 Pariser Kubikzoll = 1 17/40 Liter
  - Winterthur 1 Mäßli = 76 1/5 Pariser Kubikzoll = 1 ½ Liter
- Hülsen- und raue Früchte
  - alle 1 Mäßli = 65 ¾ Pariser Kubikzoll = 1 3/10 Liter

## Kanton Zug
- 4 Mäßli = 1 Vierling
- 16 Mäßli = 1 Viertel
- 64 Mäßli = 1 Mütt
- 256 Mäßli = 1 Malter
- Zug
  - Getreide ohne Hafer 1 Mäßli = 70 ¾ Pariser Kubikzoll =
  - Hafer 1 Mäßli = 71 1/66 Pariser Kubikzoll = 1 2/5 Liter